# Improvised Electronic Device
Improvised Electronic Device è un album in studio del gruppo musicale canadese Front Line Assembly, pubblicato nel 2010.

## Tracce
1. I.E.D. – 6:34
2. Angriff – 6:43
3. Hostage – 6:57
4. Release – 5:20
5. Shifting Through the Lens (Extended Version) – 6:06
6. Laws of Deception – 5:20
7. Pressure Wave – 4:57
8. Afterlife – 5:57
9. Stupidity – 4:15
10. Downfall (Instrumental) – 8:06

Tracce bonus (Edizione deluxe)
1. Day of Violence – 8:27
2. Attack the Masses – 5:23

## Formazione
Front Line Assembly
- Bill Leeb – voce, synth
- Chris Peterson – programmazioni, synth
- Jeremy Inkel – programmazioni, synth
- Jared Slingerland – chitarra, programmazioni, tastiera

Musicisti addizionali
- Al Jourgensen – voce (9)
- Samton D'Ambruoso – programmazioni (9)
- Craig Joseph Huxtable – tastiera (5)
- Justin Hagberg – chitarra (4, 8, 9)